# Condé-en-Normandie
Condé-en-Normandie est une commune française située dans le département du Calvados en région Normandie, peuplée de 6 018 habitants.
Elle est créée le 1er janvier 2016 par la fusion de six communes, et prend le statut administratif de commune nouvelle. Les communes de La Chapelle-Engerbold, Condé-sur-Noireau, Lénault, Proussy, Saint-Germain-du-Crioult et Saint-Pierre-la-Vieille prennent le statut de commune déléguée.

## Géographie
Condé-en-Normandie est en Bocage normand, aux confins de la Suisse normande et des Bocages flérien et virois. L'agglomération de Condé-sur-Noireau est à 12 km au nord de Flers, à 21 km à l'est de Vire, à 30 km à l'ouest de Falaise et à 39 km au sud de Caen.
Comme toute la Basse-Normandie, Condé bénéficie d'un climat océanique avec des étés frais et des hivers doux. La station météorologique la plus proche est celle de Caen-Carpiquet à 38 km, celle d'Alençon-Valframbert est à 65 km et celle de Granville-Pointe du Roc à 75 km. La Suisse normande et surtout le Bocage virois s'en différencient toutefois assez nettement pour la pluviométrie annuelle qui, à Condé, avoisine les 900 mm.
| Saint-Jean-le-Blanc, Saint-Vigor-des-Mézerets                       | Le Plessis-Grimoult                         | Cauville, Saint-Lambert                            |
| Périgny Saint-Vigor-des-Mézerets, Valdallière (comm. dél. de Vassy) | Condé-en-Normandie                          | La Villette, Pontécoulant (enclavée), Clécy        |
| Moncy (Orne) Saint-Pierre-d'Entremont (Orne, par un angle)          | Caligny (Orne), Montilly-sur-Noireau (Orne) | Saint-Denis-de-Méré, Saint-Pierre-du-Regard (Orne) |

### Hydrographie
La commune est située dans le bassin Seine-Normandie. Elle est drainée par le Noireau, la Druance, le ruisseau de Cresme, le Tortillon, le ruisseau des Vaux, le Gourguesson, la Segande, l'Odon, le cours d'eau 01 de la Martelée, le Noireau, le fossé 01 du Passeux, la Bayle, le fossé 01 de la Causserie, le fossé 01 du Val Rosaire, le fossé 01 de l'Anfrière, le fossé 01 de la Pierre Druidique, le cours d'eau 01 du Val Mérienne, le fossé 01 de la commune de Saint-Pierre-le-Vieille, le fossé 01 du Côtil Jouvin, la Jeannette, le cours d'eau 01 de Prépetit, le fossé 01 du Gourguesson, le fossé 02 des Mézerets, un bras de la Druance, la Druance, la Cressonnière, le fossé 02 de la Hommerie, le ruisseau de la Blare, les Goulandes, le fossé 02 de la Coursière, un bras de la Druance, le fossé 01 du Clos des Canges, le fossé 01 de Vaux, le ruisseau du Val Fournet et divers autres petits cours d'eau,.
Le Noireau, d'une longueur de 43 km, prend sa source dans la commune de Saint-Christophe-de-Chaulieu et se jette  dans l'Orne à Ménil-Hubert-sur-Orne, après avoir traversé 15 communes. Les caractéristiques hydrologiques de le Noireau sont données par la station hydrologique située sur la commune. Le débit moyen mensuel est de 4,9 m3/s. Le débit moyen journalier maximum est de 47,7 m3/s, atteint lors de la crue du 5 janvier 2018. Le débit instantané maximal est quant à lui de 58,7 m3/s, atteint le 4 janvier 2018.
La Druance, d'une longueur de 31 km, prend sa source dans la commune des Monts d'Aunay et se jette  dans le Noireau sur la commune, après avoir traversé cinq communes. Les caractéristiques hydrologiques de la Druance sont données par la station hydrologique située sur la commune de Périgny. Le débit moyen mensuel est de 1,25 m3/s. Le débit moyen journalier maximum est de 17 m3/s, atteint lors de la crue du 28 décembre 1999. Le débit instantané maximal est quant à lui de 18,4 m3/s, atteint le même jour.
Le ruisseau de Cresme, d'une longueur de 11 km, prend sa source dans la commune des Monts d'Aunay et se jette  dans la Druance sur la commune, après avoir traversé quatre communes. 
Le Tortillon, d'une longueur de 13 km, prend sa source dans la commune de Valdallière et se jette  dans la Druance sur la commune, après avoir traversé deux communes. 

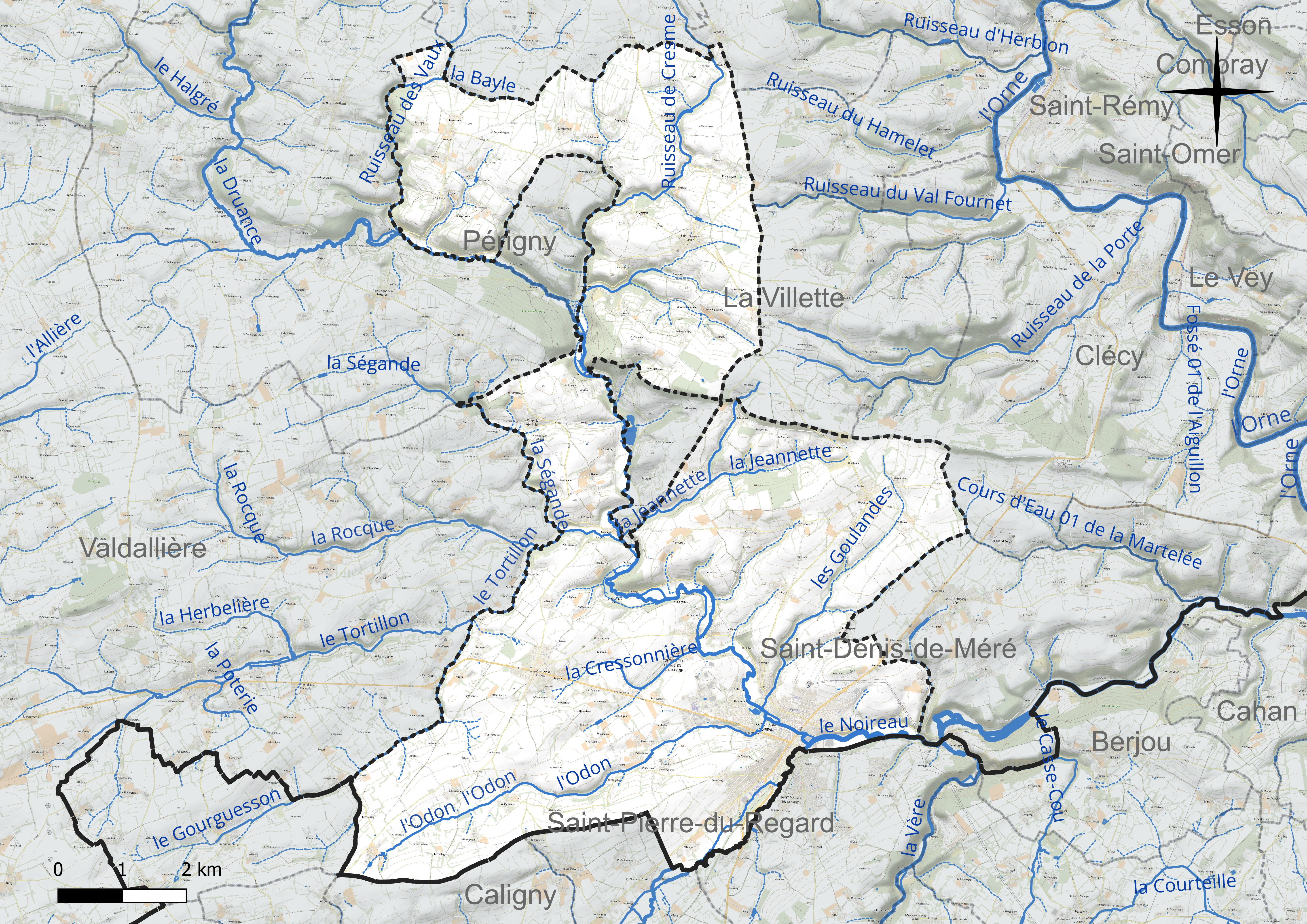
Réseau hydrographique de Condé-en-Normandie.

### Climat
Pour des articles plus généraux, voir Climat de la Normandie et Climat du Calvados.
En 2010, le climat de la commune est de type climat océanique altéré, selon une étude du CNRS s'appuyant sur une série de données couvrant la période 1971-2000. En 2020, Météo-France publie une typologie des climats de la France métropolitaine dans laquelle la commune est exposée à un climat océanique et est dans la région climatique  Normandie (Cotentin, Orne), caractérisée par une pluviométrie relativement élevée (850 mm/a) et un été frais (15,5 °C) et venté. Parallèlement le GIEC normand, un groupe régional d'experts sur le climat, différencie quant à lui, dans une étude de 2020, trois grands types de climats pour la région Normandie, nuancés à une échelle plus fine par les facteurs géographiques locaux. La commune est, selon ce zonage, exposée à un « climat contrasté des collines », correspondant au Bocage normand, bien arrosé, voire très arrosé sur les reliefs les plus exposés au flux d'ouest, et frais en raison de l'altitude.
Pour la période 1971-2000, la température annuelle moyenne est de 10,6 °C, avec  une amplitude thermique annuelle de 12,2 °C. Le cumul annuel moyen de précipitations est de 768 mm, avec 12,3 jours de précipitations en janvier et 7,3 jours en juillet. Pour la période 1991-2020, la température moyenne annuelle observée sur la station météorologique la plus proche, située sur la commune de Terres de Druance à 12 km à vol d'oiseau, est de 11,1 °C et le cumul annuel moyen de précipitations est de 908,6 mm,. Pour l'avenir, les paramètres climatiques de la commune estimés pour 2050 selon différents scénarios d'émission de gaz à effet de serre sont consultables sur un site dédié publié par Météo-France en novembre 2022.

## Urbanisme

### Typologie
Au 1er janvier 2024, Condé-en-Normandie est catégorisée bourg rural, selon la nouvelle grille communale de densité à 7 niveaux définie par l'Insee en 2022.
Elle appartient à l'unité urbaine de Condé-en-Normandie, une agglomération inter-départementale dont elle est ville-centre,. Par ailleurs la commune fait partie de l'aire d'attraction de Condé-en-Normandie, dont elle est la commune-centre,. Cette aire, qui regroupe 7 communes, est catégorisée dans les aires de moins de 50 000 habitants,.

## Toponymie
Le nom Condé est issu de la commune déléguée, Condé-sur-Noireau, attestée au Moyen Âge sous les formes latinisées Condatensem, Condetensem vicum vers 1020, puis Condati entre 1106 et 1135, Conde en 1236.
Condé est issu du gaulois condate « confluence, réunion » et doit son nom à la confluence de la Druance et du Noireau.
La Normandie est un territoire géographique et culturel ancien.

## Histoire
La commune est créée le 1er janvier 2016 par un arrêté préfectoral du 1er décembre 2015, par la fusion de six communes, sous le régime juridique des communes nouvelles instauré par la loi no 2010-1563 du 16 décembre 2010 de réforme des collectivités territoriales. Les communes de La Chapelle-Engerbold, Condé-sur-Noireau, Lénault, Proussy, Saint-Germain-du-Crioult et Saint-Pierre-la-Vieille deviennent des communes déléguées et Condé-sur-Noireau est le chef-lieu de la commune nouvelle.

## Politique et administration
| Période         | Période                       | Identité          | Étiquette | Qualité |
| --------------- | ----------------------------- | ----------------- | --------- | --- |
| 9 janvier 2016  | 25 septembre 2017             | Pascal Allizard   | LR        | Assistant parlementaire Sénateur du Calvados (2014 → ) Ancien conseiller général de Condé-sur-Noireau (1998 → 2014) Maire de Condé-sur-Noireau (1995 → 2015)                                                |
| 9 décembre 2017 | En cours (au 11 janvier 2022) | Valérie Desquesne | DVD       | Responsable de programme Conseillère départementale de Condé-en-Normandie (2015 → ) 13e vice-présidente du conseil départemental (2021 → ) 3e vice-présidente de l'Intercom de la Vire au Noireau (2017 → ) |

Lors de la création de la commune, le conseil municipal est composé de 84 membres dont un maire, sept adjoints et six maires délégués (qui sont adjoints de la commune nouvelle de droit). À la suite de la démission du maire pour cause de cumul de mandats, des élections municipales sont organisées le 3 décembre 2017, à l'issue desquelles l'effectif du conseil municipal passe à 33 membres.
| Nom                       | Code Insee | Intercommunalité  | Superficie (km2) | Population (dernière pop. légale) | Densité (hab./km2) |
| ------------------------- | ---------- | ----------------- | ---------------- | --------------------------------- | ------------------ |
| Condé-sur-Noireau (siège) | 14174      | CC Condé Intercom | 12,53            | 4 297 (2021)                      | 343                |
| La Chapelle-Engerbold     | 14152      | CC Condé Intercom | 4,07             | 90 (2021)                         | 22                 |
| Lénault                   | 14361      | CC Condé Intercom | 6,67             | 173 (2021)                        | 26                 |
| Proussy                   | 14523      | CC Condé Intercom | 12,64            | 372 (2021)                        | 29                 |
| Saint-Germain-du-Crioult  | 14585      | CC Condé Intercom | 14,64            | 896 (2021)                        | 61                 |
| Saint-Pierre-la-Vieille   | 14653      | CC Condé Intercom | 12,43            | 329 (2021)                        | 26                 |

## Démographie
L'évolution du nombre d'habitants est connue à travers les recensements de la population effectués dans la commune depuis sa création.
En 2022, la commune comptait 6 018 habitants, en évolution de −9,79 % par rapport à 2016 (Calvados : +1,58 %, France hors Mayotte : +2,11 %).
| 2014  | 2015  | 2016  | 2021  | 2022  |
| ----- | ----- | ----- | ----- | ----- |
| 6 992 | 6 834 | 6 671 | 6 157 | 6 018 |

## Lieux et monuments

### Édifices religieux
- Église Saint-Gerbold de La Chapelle-Engerbold.
- Église Saint-Martin de Condé-sur-Noireau, en partie du XIe siècle.
- Église Saint-Sauveur de Condé-sur-Noireau du XXe siècle.
- Temple protestant de Condé-sur-Noireau (reconstruction).
- Église Notre-Dame ou de l'Assomption-Notre-Dame de Lénault (XVIe siècle).
- Église Notre-Dame de Proussy, du XVIe siècle.
- L'église Saint-Pierre de Saint-Pierre-la-Vieille (XVe siècle et reconstruction).
- Église Saint-Germain de Saint-Germain-du-Crioult du début du XXe siècle.
- Chapelle Saint-Jacques de Condé-sur-Noireau, ou Notre-Dame-de-Bon-Secours (1830).
- Chapelle en mémoire des soldats morts pendant la Première Guerre mondiale (Saint-Germain-du-Crioult).

### Autres monuments
- Hospice de Condé-sur-Noireau (1873).
- Gare de Condé-sur-Noireau (1870).
- Musée Charles-Léandre (Condé-sur-Noireau). Ce musée présente non seulement des œuvres du peintre et caricaturiste Charles Léandre (1862-1934), mais aussi d'autres artistes normands comme Eduardo Leon Garrido (1856-1949), son fils Louis-Édouard Garrido (1893-1982) et Jack Mutel (1935-2016).
- Le château d'Orbigny (XVIIe siècle, Saint-Pierre-la-Vieille).
- Château du Rosel (XVIIIe siècle, Saint-Germain-du-Crioult).
- Château des Ramiers (XIXe siècle, Saint-Germain-du-Crioult).
- Ancien château de la famille de La Rivière et sa chapelle Notre-Dame, à Gouvy (Saint-Germain-du-Crioult).

### Lieux
- Parc municipal de Condé, avec son étang.
- Vallée de la Druance.